# UDP-グルコース-ヘキソース-1-リン酸ウリジリルトランスフェラーゼ
UDP-グルコース-ヘキソース-1-リン酸ウリジリルトランスフェラーゼ（UDP-glucose—hexose-1-phosphate uridylyltransferase）は、摂取したガラクトースをグルコースへ転換する酵素である。ガラクトース-1-リン酸ウリジリルトランスフェラーゼ(galactose—1-phosphate uridylyltransferase, GALT)とも呼ばれる。

ガラクトース
グルコース

これは、ルロワール経路において重要な酵素で、UDP-グルコースとガラクトース-1-リン酸からUDP-ガラクトースとグルコース-1-リン酸を作り出す。また、この酵素の変異によってガラクトース血症が引き起こされる。